# Кукушкин, Александр Васильевич
Алекса́ндр Васи́льевич Куку́шкин (31 июля 1901, Кострома, Костромская губерния, Российская империя — 25 апреля 1943, погиб на Юго-Западном фронте) — советский военный деятель, генерал-майор танковых войск (10 ноября 1942 года).

## Биография
Александр Васильевич Кукушкин родился 31 июля 1901 года в Костроме, в семье рабочих. Русский. Окончил два класса начального училища (1913). Член ВКП(б) с 1927 года (п/б № 0260143).
Образование. Окончил Костромские командные пехотные курсы (1920), Киевскую высшую объединённую военную школу (1923), повторное отделение при Ташкентской объединённой военной школе им. Ленина (1927), Военная академия имени М. В. Фрунзе (1933), Академию Генерального штаба РККА (1939).

## Военная служба

### Гражданская война
В июле 1919 года был призван в ряды РККА, после чего был направлен красноармейцем в 95-й отдельный продовольственный батальон, дислоцированный Самаре. В октябре того же года был направлен на учёбу на Костромские командные пехотные курсы, после окончания которых в ноябре 1920 года Кукушкину было присвоено звание краскома, после чего был назначен на должность командиром взвода при штабе 32-й стрелковой дивизии (11-я армия, затем — Дагестанская группа войск) принимал участие в боевых действиях в составе Кавказского фронта.

### Межвоенное время
В январе 1921 года был назначен на должность командира взвода в составе 119-го стрелкового полка (14-я стрелковая дивизия имени А. К. Степина), охранявшего восточное побережье Азовского моря), в ноябре того же года был направлен на учёбу на пехотное отделение Киевской высшей объединённой военной школы, после окончания которой был направлен в состав 2-й Кавказской стрелковой дивизии (Отдельная Кавказская Краснознамённая армия), дислоцированной в Баку, где исполнял должности командира взвода дивизионной школы младшего комсостава, а затем был назначен на должность помощника командира и командира роты 4-го Кавказского стрелкового полка.
В 1927 году Кукушкин вступил в ряды ВКП(б) и в том же году окончил повторное отделение при Объединённой военной школе имени В. И. Ленина, дислоцированной в Ташкенте и в марте 1928 года был назначен на должность командира роты, а затем — на должность начальника строевой части Закавказской военной пехотной школы.
В мае 1930 года был направлен на учёбу в Военную академию имени М. В. Фрунзе, после окончания которой в мае 1933 года был назначен на должность начальника 1-го отдела штаба 133-й механизированной бригады (Киевский военный округ), в марте 1936 года — на должность начальника штаба 15-й механизированной бригады (Киевский военный округ).
В октябре 1937 года был направлен на учёбу в Академию Генерального штаба РККА, после окончания которой в 1939 году был направлен в правительственную командировку в Китай, где был назначен на должность старшего советника командующего войсками Северо-Западного фронта. После возвращения в марте 1941 года был назначен на должность начальника 1-го отдела Управления боевой подготовки Автобронетанковых войск Красной Армии.

### Великая Отечественная война
С началом войны полковник Кукушкин находился на прежней должности и одновременно был представителем Генерального штаба на Северо-Западном фронте.
В сентябре 1941 года был назначен на должность командира 29-й танковой бригады 59-й армии Волховского фронта, Оборонял Ленинград.
Затем — назначается командиром 45-й танковой бригады, в августе 1942 года — на должность заместителя командующего по танковым войскам 6-й армии (Воронежский фронт). Награждён орденом Красного Знамени. В представлении к награде сказано:

Генерал-майор танковых войск- Кукушкин А. В. обладает высоким уровнем теоретической подготовки и практическим опытом руководства бронетанковыми войсками. Проявляя личное мужество и отвагу, увлекает молодых танкистов на дерзкое к смелое выполнение боевых задач. Оперативен и смел в принятии и выполнении решений. Умело сочетает действия танковых частей с общевойсковыми задачами. В наступательных операциях днях 6-й армии, лично руководил танковыми частями и соединениями в прорыве укрепленных, узлов сопротивления противника п подавлении его техники. Умело ставил боевые задачи передовым частям в соответствии с приказом Командования по овладении! Крупными населёнными пунктами: Оравинский, Напково, Ивановка, Талы, Гармашевка и Кантемировка.
Находясь непосредственно в передовых частях 115-й танковой бригады, обеспечил выполнение боевой задачи по овладению населёнными пунктами Каменка, Новопсков и Белокуракино. За период наступательных боевых операция бронетанковыми частями уничтожено и захвачено у противника: до 12 000 солдат и офицеров, 1530 автомобилей, 100 ДЗОТов, 270 орудий разных калибров, 65 танков, 100 миномётов, 150 пулемётов, 1000 лошадей и тд.
Предан делу партии Ленина-Сталина и Социалистической Родине. Генерал-майор Кукушкин вполне достоин правительственной награды орденом «Красного Знамени». Командующий войсками 6 армии Член Военного Совета армии генерал-лейтенант: генерал-майор авиации (Харитонов) (Клоков)
— 
С февраля 1943 года — назначен на должность командира 1-го гвардейского танкового корпуса (Юго-Западный фронт).
Генерал-майор танковых войск Александр Васильевич Кукушкин погиб 25 апреля 1943 года во время налёта авиации противника. Похоронен в городе Миллерово (Ростовская область).

## Награды
- Орден Ленина;
- Орден Красного Знамени (1.07.1942)[2]
- Орден Красного Знамени (04.02.1943)[3]
- Юбилейная медаль «XX лет Рабоче-Крестьянской Красной Армии».

## Память

Памятник в Миллерово

- Его имя увековечено в Главном Храме Вооружённых сил России, и навсегда запечатлено на мемориале «Дорога памяти»
- На могиле установлен бюст[4].
- Одна из улиц города Миллерово названа именем генерала Кукушкина.